# Rosemary Popa
Rosemary Popa (Melbourne, 30 de dezembro de 1991) é uma remadora australiana, campeã olímpica.

## Carreira
Ex-remadora da Universidade da Califórnia em Berkeley, Popa conquistou a medalha de ouro nos Jogos Olímpicos de Verão de 2020 em Tóquio com a equipe da Austrália no quatro sem feminino, ao lado de Lucy Stephan, Jessica Morrison e Annabelle McIntyre, com o tempo de 6:15.37.